# Phrixgnathus rakiura
Phrixgnathus rakiura är en snäckart. Phrixgnathus rakiura ingår i släktet Phrixgnathus och familjen punktsnäckor.

## Underarter
Arten delas in i följande underarter:
- P. r. rakiura
- P. r. solanderi